# Nurarihyon no Mago
Nurarihyon no Mago (ぬらりひょんの孫, lit. "O Neto de Nurarihyon") é um mangá escrito e ilustrado por Hiroshi Shiibashi. A série foi publicada pela primeira vez em um one-shot na Shueisha em 2007. A série foi publicada na Weekly Shōnen Jump de março de 2008 a junho de 2012. A partir de outubro de 2012, a série passou a ser publicada na revista mensal Jump Next!.
Em agosto de 2012 a editora JBC anunciou que adquiriu os direitos de publicar Nurahyon no Mago no Brasil. E, em outubro de 2012 iniciou a publicação. Intitulado: Nura – A Ascensão do Clã das Sombras.

## Sinopse
Rikuo Nura, é humano e 1/4 Youkai (demônio), mora em uma casa cheia de youkais junto com seu avô. Tentando escapar de seu destino como um demônio, ele faz boas obras, a fim de evitar tornar-se um. Apesar do desejo de seu avô para sucedê-lo como mestre do clã Youkai Nura. 
Ele finalmente chega a um acordo com o seu sangue demônio e decide assumir a posição de jovem chefe do clã Nura. Várias facções com isso tentam pará-lo ou ultrapassar a sua posição. Ele pretende reunir um novo Hyakki Yako (grupo de Youkais) sob sua bandeira de "Medo". Tendo como finalidade ajudar tanto o mundo dos Youkais quanto o mundo dos humanos.

## Mídias

### Anime

#### Episódios
1. Tornando-se o Mestre de todos os Espíritos Malignos
2. Asas venenosas batem no bosque de Bambu
3. Keikain Yura e a patrulha paranormal Kiyojuji
4. O rato da escuridão devora o gato
5. Ameixas vermelhas florescem na montanha do demônio
6. Armadilha montada na montanha do demônio
7. A escuridão se move na noite de lua nova
8. A tragédia de Umewakamaru!
9. O amado Clã Nura de Gyuki
10. O espelho demoníaco devora a fruta
11. O vento da mudança sopra do Ocidente
12. Tamazuki e as Sete Sombras
13. A rebelião do Lorde Gyuki: A história completa
14. A chegada de Tamazuki o Inugamigyobu-Tanuki
15. Fogo cruel e Chuva repentina
16. As garotas que lutam
17. O Espírito Sublime Queima em Escarlate
18. Natsume e Senhor Senba!
19. O Cão Maligno Uiva na Ruina
20. Desce a Cortina da Escuridão
21. Promessa de Lealdade
22. Em Direção ao Nascer do Sol
23. Escuridão e Gelo
24. O Martelo do Demônio
25. A Lua está no céu
26. O Brilho da Juventude

#### Trilha Sonora
Aberturas
Nurarihyon no Mago
- "Fast Forward" por MONKEY MAJIK (episódios 1~13)
- "Sunshine" por MONKEY MAJIK (episódios 14~26)

Nurarihyon no Mago: Sennen Makyou
- "Hoshi no Arika" por LM.C (episódios 1~13)
- "The Love Song" por LM.C (episódios 14~26)

Encerramentos
Nurarihyon no Mago
- "Sparky Start" por Katate☆Size (Hirano Aya (平野綾), Horie Yui (堀江由衣) & Maeda Ai (前田愛)) (episódios 1~13)
- "Symphonic Dream" por Katate☆Size (episódios 14~26)

Nurarihyon no Mago: Sennen Makyou
- "Orange Smile" por Katate☆Size (episódios 1~13)
- "Departure" por Katate☆Size (episódios 14~26)

## Personagens
Nura Rikuo
Rikuo é um garoto de 12 anos, sua mãe é Nura Wakana e herdou 1/4 de sangue de youkai de seu avô. Em tempos de perigo iminente desperta o seu sangue youkai e ele muda a sua forma a noite para se tornar o mestre dos Youkais (o mestre de todos os espíritos). Destinado a assumir o lugar de seu avô. Rikuo uma vez aceitou a ideia, mas depois de perceber a natureza mal dos youkais ele rejeita a ideia de se tornar seu mestre. Ele tenta tornar-se mais como um ser humano normal, fazendo todo tipo de boas ações, mas ainda aprecia seus subordinados youkai. Depois de ser testado por Gyuuki ele decide tomar a posição de mestre e salva os seres humanos e Youkai. Ele é dublado por Jun Fukuyama no CD drama up-coming e no anime.
Night Rikuo
Sua forma noturna, um elegante Youkai de cabelos brancos, é confiante, forte e inspira "medo" entre os seus aliados levando muitos a se juntarem a ele. É dublado no anime pelo Jun Fukuyama.
Nurarihyon
O comandante supremo dos yokais, líder do clã Nura e avô de Rikuo. Depois da morte do seu filho (pai de Rikuo) saiu da aposentadoria, e deseja que seu neto se torne o terceiro chefe. Gosta de piada e é um especialista em fugir sem pagar em restaurantes. É dublado por Chikao Ōtsuka.
Yuki Onna
Yuki Onna é atendente de confiança de Rikuo, ela é quem o segue para a escola disfarçada de colegial normal, conhecido como Tsurara Oikawa. Ela é carinhosa com Rikuo, uma vez que ela estava com ciúmes quando Genjourou estava abraçando Rikuo como ela foi designada para ser uma das acompanhantes extra, e quando ela viu Kana juntamente com Rikuo (um dia após seu aniversário). Ela também admira a forma youkai de Rikuo, pois ela acha ele muito confiável e magnífico. Ela também atua como cozinheira, apesar de sua comida ser deliciosa, na maioria das vezes é refrigerada ou congelada. Dublada por Yui Horie.
Keikain Yura
Um onmyouji da Casa Keikan que se especializa em shikigami. Ela foi criada para ver Youkai como mal e visa completar a sua formação ao derrotar Nurarihyon e depois herdar a família. Após o irmão revelar Rikuo como um Youkai e como o neto de Nurarihyon, ela diz que pode aceitá-lo se é ele. Dublada por Ai Maeda.
Ienaga Kana
Kana é o amiga de infância e vizinha de Rikuo. Rikuo fez uma promessa de ajudá-la se ela estiver necessidade. Depois de ser seqüestrado por um Youkai em seu 13 º aniversário, ela foi salva por "night" Rikuo e foi levado para uma festa Youkai. Dublada por Aya Hirano.

## Recepção
A Shonen Jump permite aos seus leitores a votar em seus mangás favoritos, dando o Future Gold Cup prêmio a cada ano para o mangá mais popular que publica. Em 2007, Nurarihyon Mago foi classificado como número um do Future Gold Cup.